# Belgian Classic
Belgian Classic — пригласительный снукерный турнир, проходивший только один раз — в январе 1986 года в Бельгии.
Этот турнир стал первым в континентальной Европе, в котором принимали участие игроки из Топ-16. Из первой девятки мирового рейтинга на сезон 1985/86 в Belgian Classic сыграли восемь снукеристов (за исключением Клифф Торбурна), а победителем стал экс-чемпион мира, валлиец Терри Гриффитс.
Спонсором турнира выступила компания BCE.

## Победители
| Год  | Чемпион        | Финалист     | Счёт | Место проведения | Приз победителю |
| ---- | -------------- | ------------ | ---- | ---------------- | --------------- |
| 1986 | Терри Гриффитс | Кирк Стивенс | 9:7  | Ostend Casino    | £ 12 000        |